# Barros Barreto (médico)
 Antônio Luís Cavalcanti e Albuquerque de Barros Barreto (Recife, 11 de maio de 1892 — Caldas de Cipó, 26 de junho de 1954) foi um escritor, médico e professor brasileiro, imortal da cadeira número 5 da Academia de Letras da Bahia. 

## Biografia
Filho de Ignacio de Barros Barreto e Thereza Maria Cavalcanti de Albuquerque de Barros Barreto, Antônio Luís Cavalcanti de Albuquerque de Barros Barreto nasceu em 11 de maio de 1892, no Engenho do Meio, freguesia da Várzea, Recife, onde viveu a infância e juventude. 
Barros Barreto foi casado com D. Maria Constança Góes Calmon de Barros Barreto, com quem teve 5 filhos, dos quais 4 eram homens.
Ex-bolsista da Fundação Rockefeller e Inspetor do Departamento Nacional de Saúde Pública, liderou a reforma sanitária ocorrida na Bahia, entre 1924 e 1930. Além disso, criou um Código Sanitário. 
Com o surgimento da Subsecretaria de Saúde e Assistência Pública, depois transformada em Secretaria de Saúde e Assistência Pública, em 1927, passou a encabeçar tanto o Serviço de Profilaxia Rural Federal quanto o Serviço Sanitário Estadual e, mais tarde, a Secretaria de Saúde. 
Em 1936 conquistou a cátedra de Parasitologia da Faculdade de Medicina da Bahia. 
Ao longo da vida exerceu os seguintes cargos públicos: 
- Chefe do Laboratório do Serviço Federal de Febre Amarela no Nordeste – 1919
- Chefe do distrito do Serviço de Saneamento Rural do Estado do Paraná – 1924
- Chefe do Serviço de Saneamento Rural no Estado da Bahia - 1924 a 1930
- Diretor Geral de Higiene no Estado da Bahia – 1924; Diretor Geral de Saúde Pública 1924
- Subsecretário de Estado da Saúde e Assistência Pública na Bahia - 1925 a 1929
- Secretário de Estado da Saúde e Assistência Pública na Bahia - 1929 a 1930
- Secretário de Educação e Saúde Pública na Bahia - 1935 a 1937. [1][3][2]

Imortal da Academia de Letras da Bahia, cadeira número 5, desde 1948, entre os trabalhos estão os seguintes: 
- Discurso de posse na Sub-secretaria de Saúde e Assistência Pública Salvador: Academia de Letras na Bahia (ALB), 1925.

- Educação e propaganda sanitarias: importancia na defesa da saude collectiva. Boletim sanitário do Departamento Nacional de Saúde Pública, v. 2, n. 5, ago. 1923. Archivos Brasileiros de Medicina, v. 13, n. 11, nov. 1923a.
- Methodos de propaganda sanitaria. Boletim sanitário do Departamento Nacional de Saúde Pública, v. 2, n. 5, p. 39, ago. Archivos Brasileiros de Medicina, v. 13, n.11, p. 1103, nov. 1923b.
- Relatorio apresentado ao Snr. Dr. Director pelo Dr. Antônio Luiz C. A. Barros Barreto (chefe do serviço). Archivos Paranaenses de Medicina, v. 5, n. 4, p. 111-121, ago./set. 1924.

- Relatório da Secretaria de Saúde e Assistência Pública: anno de 1927. Bahia: Imprensa Oficial do Estado, 1928.
- Revisão da subfamília SUBULURINAE Travassos, 1914 Dissertação (Tese de Medicina - Cadeira de História Natural) - Faculdade de Medicina do Rio de Janeiro. Rio de Janeiro: Tipografia Leuzinger, 1918.
- Seis Annos de Administração Sanitária Rio de Janeiro: Typografia do Jornal do Commercio, 1931.
- Titulos e trabalhos científicos: memorial apresentado á Faculdade de Medicina da Bahia, ao concorrer a vaga de Professor Cathedrático de PARASITOLOGIA. Bahia: Imprensa Official do Estado, 1935.

- Seis Annos de Administração Sanitária Rio de Janeiro: Typografia do Jornal do Commercio,

- Titulos e trabalhos científicos: memorial apresentado á Faculdade de Medicina da Bahia, ao concorrer a vaga de Professor Cathedrático de PARASITOLOGIA. Bahia: Imprensa Official do Estado, 1935. [1][3][2]

É patrono da cadeira número 9 da Academia de Medicina da Bahia. 
Morreu em 26 de junho de 1954, quando regressava para Salvador de uma estação de cura em Caldas de Cipó. 